# 森久美子
森久美子（もり くみこ、1956年 - ）は、日本の作家、エッセイスト。公共政策学修士（北海道大学公共政策大学院）、拓殖大学北海道短期大学客員教授。農林水産省食料・農業・農村政策審議会委員等多数の公職を務めている。北海道出身である。

## 略歴
最終学歴は、北海道大学公共政策大学院修了（卒業）、公共政策学修士。拓殖大学北海道短期大学客員教授。
1995年、朝日新聞北海道支社主催「らいらっく文学賞」に開拓時代の農村に生きる少女の成長を描いた小説「晴天色の着物」で入賞。
以来、朝日新聞北海道版、北海道新聞、読売新聞北海道版などの新聞、JAL機内誌（道内路線版）、JR北海道車内誌などの雑誌に多くの連載をしている。2010年以降は全国紙、雑誌などにコラムや小説の連載をしている。
2010年4月から2017年3月まで日本農業新聞のコラム「万象点描」に執筆。
2014年10月より日本農業新聞に一年間・303回、オホーツクの農村を舞台にした小説「青い雪」を連載し好評を博した。
のちに「青い雪」は加筆・改題し中央公論新社より、「ハッカの薫る丘で」のタイトルで出版された。
1999年からFMアップル「北の食物研究所」パーソナリティとして、2011年3月まで毎週「食と健康」をテーマに対談。放送回数は588回。
2002年第8回ホクレン夢大賞・農業応援部門優秀賞受賞
2004年農業土木学会賞・著作賞受賞
2016年より、日本の伝統と住文化を伝える雑誌「じゃぱとら」（一般社団法人　住まい教育推進協会発行）に、全国各地で古民家を守り、未来に残す家を建てる建築士や大工を主人公にした小説「木は生きている」を連載している。
「木は生きている」をもとにして、2018年11月に「古民家再生物語」（中央公論新社）、2021年2月「優しいおうち」（中央公論新社）が刊行された。
農林水産省、北海道、北海道開発局などの審議会委員を歴任している。
「食と農の未来と地域振興のあり方」「食と農を結ぶ～心を育む食農教育」「いただきますを忘れずに～食育を進めるために～」「日本の農業の魅力と課題」、「老いは必ずやってくる～悔いのない介護の処方箋」などの講演を全国で多数行っている。
2022年1月より婦人公論.jpで「オーマイ・ダッド！　父がだんだん壊れていく」を連載中。
2023年2月より、FMアップル「農業と食がつむぐ未来」［ https://kumiko.usagi.co ］のパーソナリティを務めている。同番組は、国内農業の持続的発展の重要性を消費者に伝えることを目的としている。

## 著書
- わがままな母親（芳賀書店）
- 母のゆいごん（共同文化社）
- 「食育」実践記 きゅうりの声を聞いてごらん（家の光協会）
- 背信―待ち続けたラブレター（共同文化社）
- 「食」と「農」を結ぶ－心を育む食農教育（筑波書房）
- ハッカの薫る丘で（中公文庫）
- おいしい記憶（共著・中央公論新社）
- 古民家再生物語（中央公論新社）
- 優しいおうち（中央公論新社）
- オーマイ・ダッド！－父がだんだん壊れていく（2024年2月 中央公論新社）
- 地域に根ざし、生きる力を培う食農教育（2024年2月 全国共同出版https://www.zenkyou.com/）
- ダイバーシティJA　だれもが活躍できる地域をめざして（共著）（2024年10月 全国共同出版）

## 編著
- 北の食と土地改良 全12集（社団法人北海道土地改良設計技術協会）

## 公職など
- 農林水産省 食料・農業・農村政策審議会委員（2010年～2019年）
- 農林水産省 農村振興局 都市農村交流事業評価委員（2011年～現在）
- 北海道農業・農村振興審議会前委員（2010年～2020年）
- 国道交通省北海道開発局 国営事業評価技術検討会委員（2013年～現在）
- 特定非営利活動法人北海道田園生態系保全機構理事 （2002年～現在）
- 公益財団法人北海道立文学館 評議員 (2023年～現在）など